# Savoia-Marchetti SM.88
Die Savoia-Marchetti SM.88 war ein zweimotoriges schweres Jagdflugzeug des italienischen Herstellers Savoia-Marchetti, von dem lediglich ein Prototyp gebaut wurde. Die Maschine wurde durch V-12-Motoren Daimler-Benz DB 601 angetrieben. Italien hoffte mit der SM.88 einen eigenen Ersatz für die Bf 110 zu finden. Letztlich wurde die SM.88 jedoch aufgegeben, da sie keine Vorteile gegenüber der besser bewaffneten Bf 110 bot.

## Geschichte
Die für den Export bestimmte SM.88 war ein mittelschwerer landgestützter Mehrzweckjägersystem, das als erweitertes Kampfflugzeug konzipiert war. Obwohl Savoia bereits ähnliche Flugzeuge mit Doppelmotoren entwickelt hatte, betrat man mit diesem Projekt Neuland, dennoch wurde das neue Konzept für die italienische Luftfahrtindustrie als Wegweisen angesehen.
Die Besatzung bestand aus drei Mann – einem Piloten, einem Copiloten und einem Heckschützen. Die SM.88 konnte als schwerer Jäger und als leichter Bomber eingesetzt werden. Wenn die SM.88 als Bomber eingesetzt wurde, übernahm der Pilot die Rolle des Bombenschützen und der Copilot steuerte das Flugzeug.
Im Jahre 1942 erteilte die Regia Aeronautica eine Änderung des Konzeptes der SM.88 in einen Langstreckenaufklärer mit mehr als 2000 km Reichweite.

## Konstruktion
Die SM.88 hatte an jeder Tragfläche einen Daimler-Benz-DB-601-V-1-Motor und eine Gondel zwischen den Tragflächen (wie auch die Lockheed P-38J Lightning der USA). An den Motoren wurde über eine Verlängerung das Doppelleitwerk befestigt. Die Tanks befanden sich in den Tragflächen und fassten 1250 Liter Treibstoff. Die SM.88 hatte jeweils ein 12,7-mm-Maschinengewehr in den Tragflächen und der Heckschütze ebenfalls ein 12,7-mm-MG in einer Hochfeuerposition. Wenn die Maschine Bomben mitführte, wurden diese unter den Tragflächen montiert. Bei der Aufklärerversion sollten Zusatztanks unter den Tragflächen die Reichweite auf bis zu 2000 km erhöhen.

## Nutzer
Königreich Italien (Prototyp)

## Technische Daten
| Kenngröße             | Daten                                                        |
| --------------------- | ------------------------------------------------------------ |
| Besatzung             | 1                                                            |
| Länge                 | 12,1 m                                                       |
| Spannweite            | 14,5 m                                                       |
| Höhe                  | 3,50 m                                                       |
| Flügelfläche          | 32,5 m²                                                      |
| Flügelstreckung       | 6,5                                                          |
| Leermasse             | 5000 kg                                                      |
| Startmasse            | 7000 kg                                                      |
| Antrieb               | 2 × V12-Motoren Daimler-Benz DB 601                          |
| Reisegeschwindigkeit  | 540 km/h                                                     |
| Höchstgeschwindigkeit | 560 km/h                                                     |
| Dienstgipfelhöhe      | 8700 m                                                       |
| Reichweite            | 750 bis 2000 km                                              |
| Bewaffnung            | 3 × 12,7-mm-MG (0,5 in) Breda-SAFAT bis zu 600 kg Bombenlast |